# Francisco Antonio Tarrazo
Francisco Antonio Tarrazo fue un político novohispano y tras proclamarse la independencia de México, mexicano. Nacido en San Francisco de Campeche, entonces parte de la Capitanía General de Yucatán. Fue el primer gobernador de Yucatán después de independizarse México de España. Representó a Yucatán en el primer Congreso Nacional de México.

## Datos biográficos
Nació en el puerto de San Francisco de Campeche y se trasladó a estudiar la carrera de leyes en la ciudad de Mérida. Fue designado diputado por Yucatán al primer Congreso Nacional.
Francisco Tarrazo fue designado por el congreso local como el primer gobernador del estado electo después de que se consumara la independencia de Yucatán de la Corona española. Asumió el cargo el 23 de abril de 1824, pero fue derrocado el 6 de julio del mismo año por el general Antonio López de Santa Anna.
El 31 de mayo de 1825 fue nombrado magistrado de primera instancia. Murió en la Ciudad de México en 1830.